# 요엘 로메로
요엘 로메로 팔라시오(스페인어: Yoel Romero Palacio, 1974년 7월 17일~)는 쿠바의 레슬링 선수, 종합격투기 선수이다. 쿠바 국가대표 레슬링 선수로 활동했으며 2000년 하계 올림픽 자유형 미들급 은메달을 획득했다. 또한 세계 레슬링 선수권 대회에서 은메달 3개, 동메달 2개를 획득했다.
레슬링 선수에서 은퇴한 후 2009년에 종합격투기 선수로 전향했으며 현재 미국 종합격투기 단체인 벨라토르 MMA에서 활동하고 있다.